# Gustavo Giovannetti
Gustavo Giovannetti (Lucca, 1º ottobre 1880 – Lucca, 18 maggio 1968) è stato un compositore italiano.

## Biografia
Socio dell'Accademia Lucchese di Scienze, Lettere e Arti.
Studiò armonia col M° Ferruccio Ferrari e composizione col M° Gaetano Luporini presso l'Istituto Musicale Lucchese Luigi Boccherini, diplomandosi nel 1905.
Compose Musica Sinfonica e da Camera, l'opera Graziella su libretto proprio (inedita) e l'opera lirico-drammatica Petronio su libretto dell'amico poeta lucchese Gino Custer De Nobili, rappresentata a Roma al Teatro Costanzi il 20 marzo 1923, sotto la direzione del M° Gabriele Santini con Carmen Melis e Taurino Parvis.
Fu amico di Giacomo Puccini, col quale intrattenne una ricca corrispondenza.
Fu assiduo frequentatore del caffè con annesso negozio di spezie dell'amico Alfredo Caselli, in via Fillungo a Lucca (oggi Antico Caffè Di Simo), luogo di ritrovo per intellettuali ed artisti già alla fine dell'Ottocento; lo frequentavano Giovanni Pascoli, Alfredo Catalani, Giacomo Puccini, Gino Custer De Nobili e Lorenzo Viani.
Ideò il nuovo Sistema Tricommatico Naturale a Terzi di Tono e il conseguente Progetto di Riforma Strumentale, inventando una tastiera Tricommatica Terzitonale per organo, pianoforte, armonium ecc.
Pittore e scultore estremamente personale, partecipò a Mostre locali e provinciali.
Dal 1931 al 1954 fu titolare della cattedra di Armonia presso l'Istituto Musicale Luigi Boccherini di Lucca.

## Opere pubblicate
- Genesi del nuovo sistema musicale tricommatico naturale a “terzi di tono”, Firenze Leo S. Olschki Editore, 1955
- Altre importantissime singolarità integrative riguardanti il nuovo sistema musicale tricommatico terzitonale, Firenze Leo S. Olschki Editore, 1957
- Giacomo Puccini nei ricordi di un musicista lucchese, Lucca Libreria Editrice Baroni, 1958
- Rivelato il perché della bellezza del suono dei violini di Antonio Stradivari e di Giuseppe Guarnieri del Gesù costruiti dopo il 1700, Lucca Libreria Editrice Baroni, 1963
- Giacomo Puccini dipinto da Leonetto Cappiello, Lucca Azienda Grafica Lucchese, 1965